# Условия фазового синхронизма
Условия фазового синхронизма — специфические кинематические соотношения между фазами квазигармонических волн в динамических системах со слабой нелинейностью. Условия фазового синхронизма являются необходимыми условиями возникновения многоволнового резонансного взаимодействия. Принятая форма записи этих условий такова
{\displaystyle \sum \limits _{i=1}^{N}n_{i}\omega _{i}=\Delta \omega ;}
{\displaystyle \sum \limits _{i=1}^{N}n_{i}{\vec {k}}_{i}=\Delta {\vec {k}},}
где {\displaystyle \omega _{i}} — собственные частоты и {\displaystyle {\vec {k}}_{i}} — соответствующие волновые векторы волн исчезающе малой амплитуды, удовлетворяющие дисперсионным соотношениям {\displaystyle \omega _{i}=\omega _{i}({\vec {k}}_{i}).} Здесь {\displaystyle \Delta \omega <<\omega _{i}} и {\displaystyle \Delta {\vec {k}}<<n_{i}} обозначают малую расстройку, {\displaystyle N} — количество квазигармонических волн, вовлечённых в фазовый синхронизм, а {\displaystyle n_{i}} — всевозможные подходящие целые числа.
Важно подчеркнуть, что условия фазового синхронизма не есть достаточные условия наступления резонанса. Во многих динамических системах резонанс отсутствует, хоть и формально и выполнены эти условия. Резонанс наступает лишь при подходящем устройстве оператора динамической системы. Яркими примерами таких динамических объектов являются так называемые резонансные триплеты, резонансные тетрады, а также мультиплеты.